# Surgeon (Fluss)
Der Surgeon ist ein kleiner Fluss im Nordwesten von Frankreich, der im Département Pas-de-Calais der Region Hauts-de-France südöstlich der Stadt Béthune verläuft.

## Geografie

### Verlauf
Der Surgeon entspringt im Gemeindegebiet von Bouvigny-Boyeffles, entwässert generell Richtung Nordnordost durch das Nordfranzösische Kohlerevier und mündet nach rund 14 Kilometern im Gemeindegebiet von Cuinchy als linker Nebenfluss in den Canal d’Aire, die hier Teil des Großschifffahrtsweges Dünkirchen-Schelde ist. Der Surgeon durchquert auf seinem Weg ein dicht besiedeltes Gebiet mit intensiver Bodenversiegelung und Verkehrsdichte und wird dadurch in den Ballungsräumen oft unterirdisch geführt. Im Oberlauf quert der Fluss die Autobahnen A26 und A21, im Mittelteil die Bahnstrecke Bully-Grenay–La Bassée-Violaines und im Mündungsabschnitt die Bahnstrecke Lille–Abbeville.

### Orte am Fluss
(Reihenfolge in Fließrichtung)
- Bouvigny-Boyeffles
- Aix-Noulette
- Bully-les-Mines
- Mazingarbe
- Noyelles-lès-Vermelles
- Vermelles
- Cambrin
- Cuinchy